# Station Pershore
Pershore is een spoorwegstation van National Rail in Pershore, Wychavon in Engeland. Het station is eigendom van Network Rail en wordt beheerd door Great Western Railway. 

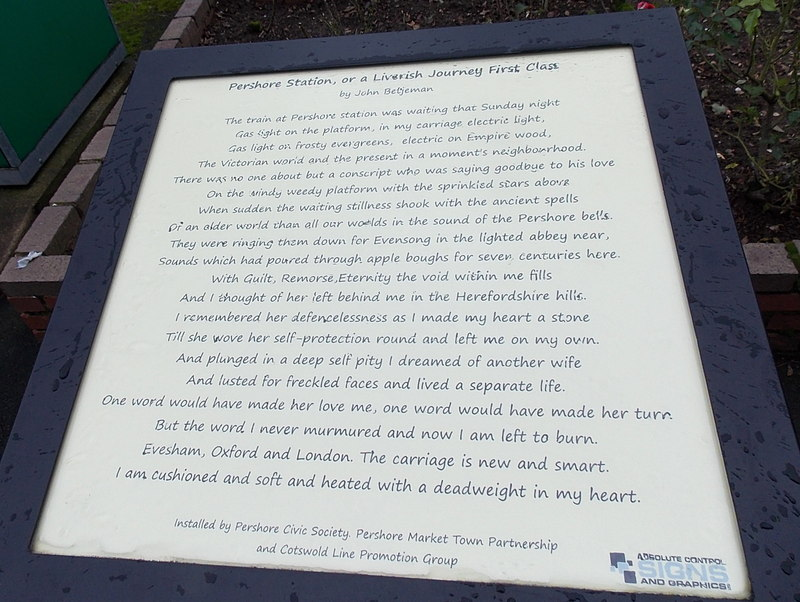
Gedicht van John Betjemanop het station